# 杵屋六三郎
杵屋 六三郎（きねや ろくさぶろう）は、長唄三味線方の名跡。近世中期以来、13代を数える。

## 初代
（生年不詳 - 享保19年3月14日（1734年4月22日））
3代目杵屋勘五郎の三男。元禄年間に名乗る後に杵屋吉之丞が名乗る。
上記に対して。没年日は3月18日（墓誌）。3代目杵屋勘五郎と云うと幕末の11代目杵屋六左衛門の後名となり、錯覚をおこす危険がある。杵屋宗家3代勘五郎とすべきと思う。
1714年に山村座番付に名がある。詳しいことは不明である。

## 2代目
（宝永7年（1710年） - 寛政3年7月28日（1791年8月27日））俳名は「天滴」。
初代の子。唄方の冨士田吉次らとともに活動。江戸風長唄の基礎を作る。俳句をよくし俳名から俗に「天滴六三郎」と言われる。
1749年に森田座に初めて名を見る。長唄中興の名人で「長唄の節を一変せり。又一人三絃（大薩摩の類）曲弾をしこれがため見物の評ありしもこの天滴より始まる」と『名人忌辰録』にある。1749年に立三味線となる。1765年に中村座へ移り、初代冨士田吉次とコンビとなり数々の曲を作る。1768年に吉次は市村座に移りコンビ中断、1766年9月に吉次は中村座へ帰り復活したが11月に又市村座へ去りコンビは完全に解消した。長唄は宝暦・明和までは上方唄の影響が強く三下りを主体としていたが、吉次・六三郎の出現により二上り、本調子等華やかな曲想となり飛躍した。芝光圓寺に葬られた。82歳と伝えられている。
主な作曲に「姿の鏡関寺小町」「釣狐春乱菊」「白妙」「春調娘七種」「おさな獅子」「賤女乱拍子」「秋巣籠」

## 3代目
9代目杵屋六左衛門の前名。

## 4代目
（安永9年1月10日（1780年2月14日） - 安政2年11月30日（1856年1月7日））
幼名・長次郎。江戸板橋宿の旅篭奈良屋の次男として生まれる。初代杵屋正次郎に師事し寛政10年（1798年）に中村座で初舞台。文化5年（1808年）4代目六三郎を襲名。演奏、作曲ともに優れる。7代目市川團十郎に評価され、作品を多く手がける。天保11年（1840年）杵屋六翁と改名する。「勧進帳」「晒女」「老松」「吾妻八景」「松の緑」などを作った。
現在伝承されている曲⇒調松風。心猿秋月。晒女。正札付根元草摺。後朝の傾城。為朝。猿まわし。鳶奴。かさね道成寺。末広。猿舞。老松。小倉山。不動。馬追。西王母（桃李の）。薮入娘。廓三番叟。江ノ島（筆も及ばじ）。天神。関三奴。藤娘。座頭（ひょっくり）。月の巻。吾妻八景。六玉川琴柱の雁。蝶鶴比翼の帯引。菊玉本。初子の日。春の色。俄獅子。蓬莱。四つの詠。勧進帳。五人囃子【常磐津に伝承】。冨士の島台。源氏雪月花。吉野天人。雁の文。織殿。十二段。刈り莚（翁草ともいう）。寿【月やあらぬ】。千歳の松。千代の春。宝船。松の緑。四季の蝶。二見潟磯の濡衣。女郎花。
娘は志賀山流の13代目家元の5代目志賀山せい。

## 5代目
（生年不詳 - 嘉永元年?（1848年?））
4代目の実子。2代目杵屋長次郎が1840年に5代目六三郎を襲名。
初名を六太郎と云。本郷の附木店に住んでいたので、本郷の長次郎と云われた。1829年冬に2代目杵屋長次郎を継いだ。1840年に5代目杵屋六三郎を襲名。嘉永初年死去。
伝承されている曲⇒唐女。島台（色も変わらぬ）。
戒名は「本帰院種要信士」。

## 6代目
（生年不詳 - 安政6年8月6日（1859年9月2日））
4代目の養子。六之助が1850年に6代目六三郎を襲名。作曲には「豊の春」「業平吾妻下り」がある。
杵屋六翁は5代目の死去により、娘のたきに門弟杵屋六之助を養子とし1850年冬に6代目六三郎を継がせた。所がたき（初代杵屋六）は1851年9月23日死去した。六翁は後妻との娘（2代目杵屋六）を6代目と再婚させた。この夫婦には実子が無かったのではなという人を養女にして4代目芳村孝三郎（旗本出身）を婿養子にした。6代目は1859年8月6日死去。6代目は通称「池の端様」と呼ばれ、芝居より門弟の育成に努めた。
伝承されている曲⇒追羽根。冬至梅（梅開冬至梅）。室の八重咲。豊の春。龍神乙姫。別れ霜（おしゅん）。
戒名は「宝冷院和鳴信士」。

## 7代目
（天保3年（1832年） - 明治12年（1879年）9月17日）
6代目六三郎の高弟で初代杵屋六四郎の門弟。文久3年（1863年）に4代目杵屋長次郎を襲名、同年冬には6代目家の養子になり7代目六三郎を襲名した。明治7年（1874年）には隠居し2代目杵屋六翁を襲名。明治9年（1876年）には静岡に隠居。
墓所は静岡駿河町感応寺。戒名は「好音院六翁日遊居士」。大薩摩名　大薩摩浄一。
伝承されている曲⇒島台（蓬莱の）。祝いの島台。木下蔭【明治7年10月守田座上演の際7代目作の曲を8代目が改訂したと伝えられている。8代目作曲とする本もある】。

## 8代目
（天保12年（1841年） - 明治39年（1906年）1月16日）
本名、大槻金太郎。7代目六三郎の門弟。11歳の時に入門。16歳の時猿若町守田座初出勤。初め杵屋六太郎、杵屋長次郎と称する。1874年に8代目六三郎を襲名し、1893年に隠居名3代目杵屋六翁を襲名。作曲には「王政復古」がある。妻は杵屋てる、長女は3代目杵屋ろく、次男は9代目。俗に「御成道の六三郎」という。
この妻「てる」は医師大野平左衛門の娘で長唄の名人として名高い。作曲は三十余曲あり、「王政復古」は北白川宮の御命で特にテルが作曲した由。但し唄本は8代目六三郎作曲として版行したとのこと。（池の端派古老、杵屋小六、外の談）
8代目作品で伝承されている曲⇒「閨の栞」。「木下蔭（7代目の項参照されたし）」。
西日暮里啓運寺。戒名は「清光院六翁日照居士」。

## 9代目
（慶応2年（1866年） - 明治39年（1906年）9月20日）
本名、山中新太郎。8代目杵屋六三郎の次男。山中家の養子となる。8歳の時父に手ほどきを受け11歳で新宿座初出勤。杵屋長次郎となり1893年5月に9代目杵屋六三郎を襲名。「浪花町の六三郎」と呼ばれた。新富座、明治座の立三味線を勤める。3代目杵屋栄蔵談によれば大きな芸の人であった由。1906年6月閑院宮邸に伺候「勧進帳」を演じたのが最後となり、同年9月20日死去。41歳。辞世「秋の雨旅の衣を濡らしけり」。
作曲⇒熊野（六四郎と異曲）。二人羽衣。和歌三神。自転車兵。不忍池の浮島等。妻せいは宝山左衛門の娘で、＜しん＞という一人娘がいたが長唄の道へ進まなかった。
戒名は「絃好院明教日新信士」。

## 10代目
（安政4年（1857年） - 大正9年（1920年）9月29日）
江戸の生まれ、本名、大槻金次郎。9代目六三郎の義理の叔父。前名は杵屋金次郎、杵屋六太郎。9代目六三郎没後途絶えていたのを一門で協議し1917年11月に10代目六三郎を襲名。
墓所は谷中本寿寺。戒名は「是経院法金日徳信士」。

## 11代目
（1890年9月7日 - 1967年11月13日）
本名、山崎忠之助。18歳で六二郎の名で明治座に出勤、1917年に4代目杵屋六太郎を名乗って立三味線となる。1923年に11代目六三郎を襲名した。妻のたねは10代目六三郎の一人娘である。後には長唄協会の理事も務めている。作曲には「木場の面影」などがある。
墓所は谷中本寿寺。戒名は「練達院伎芸日忠居士」。

## 12代目
（1931年8月20日 - ）
東京の生まれ、本名、山崎好一。11代目六三郎の長男。3代目今藤長十郎の弟子。前名は杵屋六太郎。1967年12月に12代目六三郎を襲名。

## 13代目
（1951年 - ）
東京生まれ。1969年に杵屋六哲郎を襲名。1990年に3代目杵屋広三郎となった後、2002年に12代目六三郎の娘と結婚して13代目六三郎を襲名する。